# Arthrocereus glaziovii
Arthrocereus glaziovii é uma espécie de cactus brasileira, de 10 – 12 cm de altura, de galhos curtos flores de 10cm de diâmetro, efêmeras, noturnas. Abrem-se a partir das 23 horas e fenecem ao clarear do dia.
Flores são na cor branca na face superior das pétalas e marrom avermelhada com listas na face inferior. A floração ocorre nos meses de setembro a janeiro. 
Esta espécie consta na “listas das espécies ameaçadas de extinção da flora do estado de Minas Gerais – Fundação Biodiversistas – fevereiro 1997”